# Bisu T3

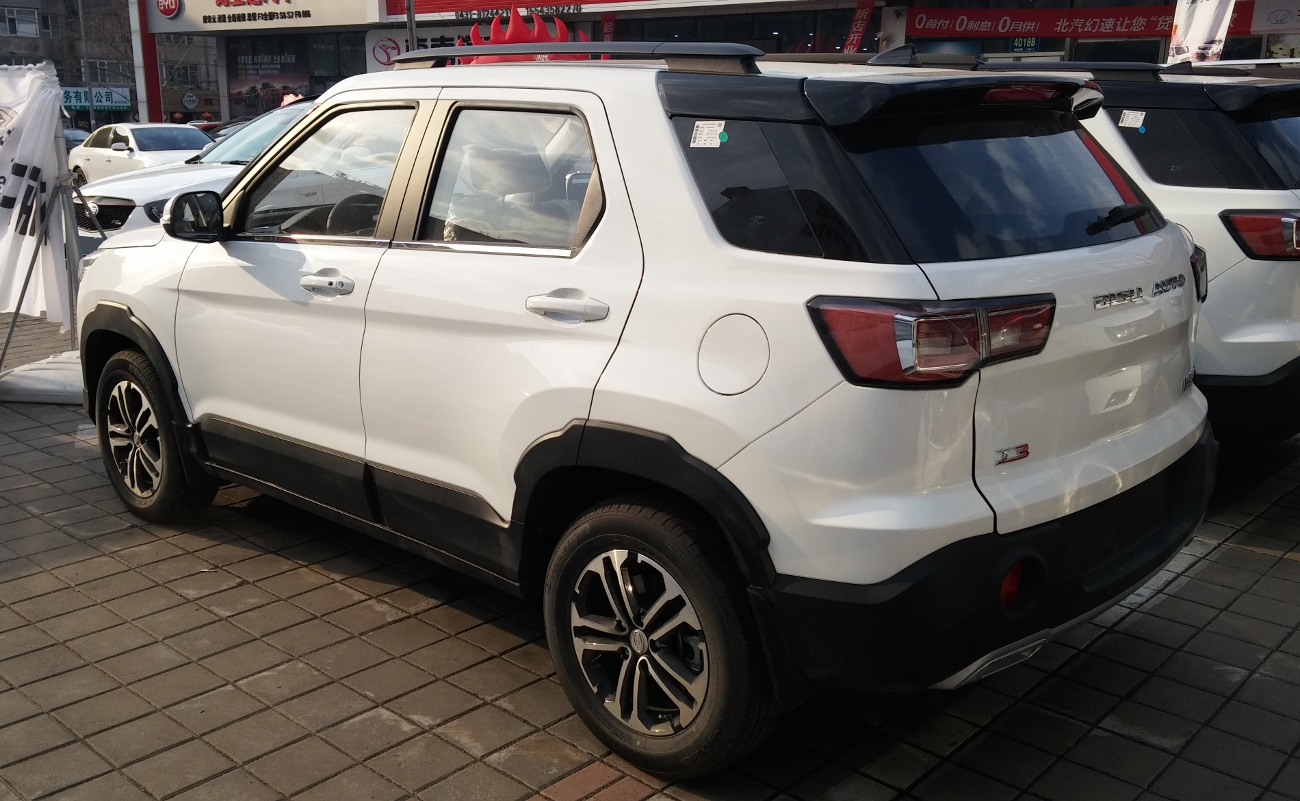
Вид сзади

Bisu T3 — пятиместный субкомпактный кроссовер, выпускавшийся подразделением Bisu Auto автомобильной корпорации Chongqing Bisu, которая тесно связана с Beiqi-Yinxiang — совместным предприятием Beijing Auto (Beiqi) и Yinxiang Group.

## Описание
Продажи Bisu T3 начались в первом квартале 2017 года на китайском автомобильном рынке. Ценовой диапазон варьировался от 74900 до 89900 юаней. На этапе разработки автомобиль назывался Bisu S25. Он базировался на той же платформе, что и Huansu S2 и Huansu S3.

### Технические характеристики
Bisu T3 оснащался 1,3-литровым рядным четырёхцилиндровым двигателем мощностью 99 кВт (133 л. с.) при 5500 об/мин и крутящим моментом 185 Н·м при 1500—4500 об/мин. Максимальная скорость составляет 178 км/ч.